# Резолюция Генеральной Ассамблеи ООН ES-11/5
Резолю́ция Генера́льной Ассамбле́и ООН ES-11/5 «Соде́йствие осуществле́нию правово́й защи́ты и обеспе́чению возмеще́ния уще́рба в связи́ с агре́ссией про́тив Украи́ны» — резолюция одиннадцатой чрезвычайной специальной сессии Генеральной ассамблеи Организации Объединённых Наций (ГА ООН), принятая 14 ноября 2022 года.
Соавторами резолюции выступили 46 стран. В резолюции Генеральная Ассамблея ООН признала, что Российская Федерация должна быть привлечена к ответственности за любые нарушения международного права на Украине или против Украины, включая её агрессию в нарушение Устава Организации Объединенных Наций, а также любые нарушения международного гуманитарного права и международного права прав человека и что она должна нести правовые последствия всех своих международно-противоправных деяний, включая возмещение вреда, в том числе любого ущерба, причиненного такими деяниями. Кроме того, в документе напоминается о постановлении Международного суда от 16 марта 2022 года, потребовавшего от России в качестве временных мер остановить военные действия на Украине. Резолюция рекомендовала создать государствам-членам в сотрудничестве с Украиной международный реестр ущерба. Резолюция была принята при 94 голосах за, 14 против и 73 воздержавшихся. Эта резолюция получила почти такую же поддержку, как и третья резолюция, приостановившей членство России в Совете ООН по правам человека.